# Frederick Jackson Turner
Frederick Jackson Turner (Portage, 14 novembre 1861 – San Marino, 14 marzo 1932) è stato uno storico statunitense, noto soprattutto per l'opera The Significance of the Frontier in American History (Il significato della frontiera nella storia americana), nella quale è esposta la tesi della frontiera.

## Biografia
Nato a Portage (Wisconsin) e figlio di Andrew Jackson Turner e Mary Olivia Hanford Turner, Frederick Jackson Turner si laureò all'Università del Wisconsin (ora University del Wisconsin–Madison) nel 1884, dove era membro della Confraternita Phi Kappa Psi. Ottenne il suo dottorato in storia alla Johns Hopkins University nel 1890 con una tesi sul commercio di pellicce nel Wisconsin.
Nelle vesti di professore di storia alla University of Wisconsin (1890–1910) e a Harvard (1911–1924) Turner formò numerosi discepoli. La sua enfasi sull'importanza della frontiera nel formare il carattere americano influenzò l'interpretazione storica di centinaia di studiosi. Il suo modello di sezionalismo, composto di forze sociali come l'etnicità e la proprietà di terre, diede agli storici gli strumenti per usare la storia sociale come fondazione di tutti gli sviluppi politici, economici e sociali nella storia americana.